# Kamienica przy Rynku 1 we Wrocławiu
Kamienica Rynek 1 – kamienica na wrocławskim Rynku u wlotu ulicy Mikołaja, wybudowana w stylu secesyjnym.

## Historia kamienicy

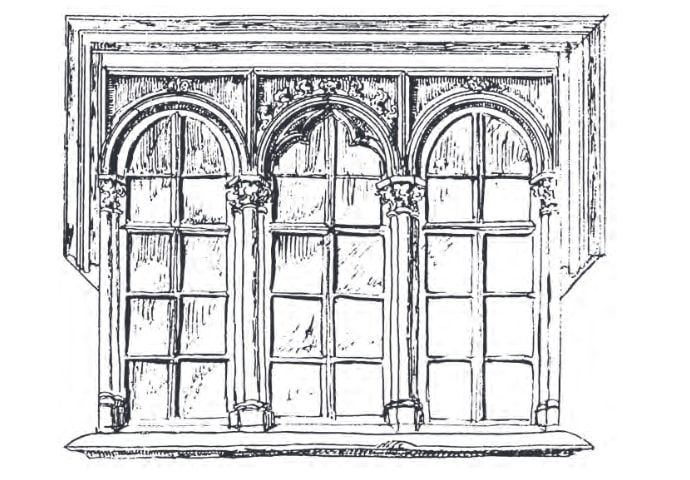
Późnogotyckie okno w kamienicy Rynek 1 z ok. 1500 roku

Na narożnikowej parceli pierwszy budynek został wzniesiony już w XIV wieku. W lewej części budynku znajdowała się wówczas szeroka sień, z której przechodziło się do pomieszczenia frontowego. Pomiędzy pierwszym a drugim traktem, w prawej części przy ścianie, znajdowały się schody; w tylnym trakcie znajdowało się małe pomieszczenie i wyjście na dziedziniec. Pod koniec XV i na początku XVI wieku elewacja kamienicy uległa przebudowie; powstało wówczas niezachowane do czasów obecnych trójdzielne okno autorstwa rzemieślnika związanego z warsztatem Briciusa Gauskego pracującego m.in. przy przebudowie Ratusza.
Kolejne odnotowane przebudowy, m.in. elewacji, miały miejsce w latach ok. 1755 oraz w 1802 roku (1804), kiedy to nadano elewacji bardziej barokowo-klasycystyczny wygląd. Kamienica, wzniesiona na działce o wymiarach 10 na 33 metry, miała wówczas wysokość trzech kondygnacji i szerokość trzech osi okiennych. Po lewej stronie, od strony Rynku, znajdował się portal wejściowy. Nad oknami pierwszego piętra znajdowały się płaskie, półokrągłe wnęki z palmetami. Nad trzecią kondygnacją przebiegał gzyms wieńczący podparty wąskimi wspornikami i połączony girlandami. Szczyt został ujęty szerokimi pilastrami. W połowie wysokości, w osi umieszczono dwa prostokątne okna a nad nimi fryz palmetowy a następnie półokrągłe okno.

### Właściciele i postacie związane z kamienicą
Do 1418 roku właścicielem Kamienicy był Kasper Ungeraten. W latach 1418–1430 właścicielem kamienicy był Hannos (Hanus) Schramme. W 1430, choć zgodnie z kontraktem małżeńskim zawartym z żoną Dorotheą, kamienica została sprzedana Niklasowi i Annie Strelen (von Strelen). Z powodu zadłużenia ciążącym na budynku, kamienica w 1444 roku trafiła w ręce kupca Chwala, który zlikwidował obciążenie czynszowe. Chwal miał prawdopodobnie syna Chwala Lorberera, który odziedziczył posesję. Był on kupcem handlującym przyprawami; posiadał sklep na Rynku i związany był ze spółką prasko-salzburską sprzedającą do Wrocławia pieprz. 1 sierpnia 1439 roku kamienica została przepisana małżonce Chwala, Magdalenie z Pragi, a następnie przypadła jej dzieciom, które odziedziczyły kamienicę po śmierci Chwala Lorberera w 1447 roku. W 1447 roku kamienica została zakupiona przez Albrechta Scheuerleina (Scheurla), rajcy miejskiego, witryka (ekonom) ówczesnego kościoła parafialnego św. Elżbiety i dawnego kościoła zakonnego św. Bernardyna, kupca i współwłaściciela jednej z największej spółki kupieckiej założonej w 1455 roku. W 1460 roku zakupił on Kamienicę nr 2 "Pod Gryfami". Po śmierci Albrechta kamienica nr 1 została w rękach wdowy Libste. W rękach potomków, synów i kuzynów kamienica znajdowała się do 1501 roku, kiedy to właścicielem budynku został Albrecht Schewrlein.
Właścicielem kamienicy w 1804 roku był wówczas kupiec Johann Schur. W budynku miało swoją siedzibę wydawnictwo Augusta Scherla, które drukowało m.in. Wrocławskie Księgi Adresowe W latach trzydziestych ubiegłego stulecia właścicielami kamienicy byli Bernhard i Erich Grund, konsulowie Królestwa Belgii.

## Kamienica secesyjna

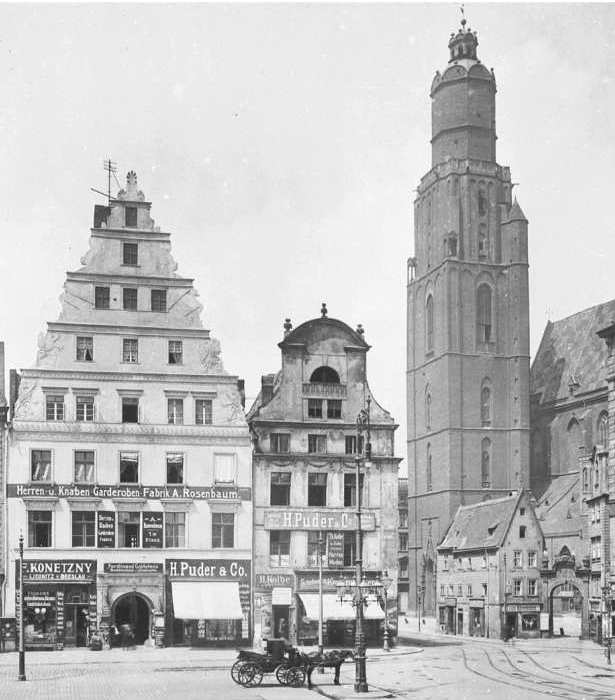
Kamienica nr 1 – widok elewacji przedniej przed wyburzeniem w 1906 roku

W 1906 roku barokowo-klasycystyczna kamienica została rozebrana i rozpoczęto budowę nowego budynku w stylu secesyjnym. Jego projektantem był wrocławski architekt Hermann Wahlich. W 1907 roku budowę zakończono otwarciem domu handlowego "Geschäftshaus Ludwig Wittemberg", firmy Ludwig Wittemberg & Co.; był to jedyny dom handlowy na pierzei zachodniej. W 1909 roku budynek został wynajęty firmie Tauer-Magazin August Brendix, która oferowała akcesoria i stroje żałobne. Na parterze początkowo znajdowało się siedem sklepów z osobnymi wejściami; po kilku latach sklepy połączono, tworząc jeden duży. Na wyższych kondygnacjach znajdowały się pomieszczenia biurowe, a od 1927 roku w budynku miała swoją siedzibę Niemiecka Narodowa Partia Ludowa.

### Architektura
Budynek zyskał pięć kondygnacji i zwieńczony został dwukondygnacyjnym dachem mansardowym. Żelbetonowa konstrukcja budynku wyeksponowana została poprzez ozdobne pilastry; między nimi, na trzech pierwszych piętrach, umieszczono duże witryny a na dwóch pozostałych trzy mniejsze okna. Od strony Rynku zastosowano innowacyjną dwuplanową fasadę, mającą na celu odsłonięcie widoku kościoła św. Elżbiety od strony Rynku: na pierwszym planie, na równi z pozostałą zabudową umieszczono pięciokondygnacyjny jednoosiowy ryzalit zwieńczony szczytem ze zgeometryzowanymi wolutami a na drugim główny budynek zakończony na całej szerokości podobnym szczytem. Na wolutach umieszczono datę powstania budynku oraz inicjały właściciela Ludwiga S. Wittemberga. Od strony ulicy Mikołaja na długiej, siedmioosiowej elewacji, znajduje się wejście główne do budynku przez klatkę schodową, a nad nią znajduje się pięciokondygnacyjny wykusz zwieńczony kopulastym hełmem. Z obu stron wykuszu umieszczono, wykutą w piaskowcu, dekorację kwiatową. Elewacja zakończona jest daleko wysuniętym okapem, a następnie dwukondygnacyjnym dachem.

## Lata powojenne
Od 1945 roku kamienica została zaadaptowana na potrzeby Krawieckiej Spółdzielni Pracy POLMODA: na parterze znajdowały się sklepy a na piętrach szwalnie. W latach 70. XX wieku na parterze był sklep z konfekcją "Otex"; w latach 1996–1997 budynek został przystosowany do potrzeb oddziału Hypo-Banku Polska SA. W latach 1997–2002 w budynku znajdowała się siedziba Radia Kolor. Od 1996 roku właścicielem kamienicy jest spółka Financial Invest Group.